# Andrej Mangold
Andrej Mangold (* 14. Januar 1987 in Hannover) ist ein deutscher Basketballspieler und Reality-TV-Teilnehmer. Er spielte bei mehreren Bundesligisten und bestritt 2014 fünf A-Länderspiele für die deutsche Nationalmannschaft.

## Leben
Mangold ist der Sohn einer US-amerikanischen Mutter und eines aus der früheren Sowjetunion stammenden Vaters. Sein Großvater mütterlicherseits wohnt in New York, sein Großvater väterlicherseits stammt aus Lettland. Aufgewachsen ist er in der Obershagener Straße 12c in der Ortschaft Weferlingsen, einem Ortsteil von Burgdorf bei Hannover.
2016 war er mit der Kaugummi-Marke DasKaugummi in der bei VOX ausgestrahlten Unterhaltungsshow Die Höhle der Löwen vertreten, in der zunächst ein Geschäft zustande kam, was jedoch später scheiterte.
Er war Protagonist in der im Januar 2019 ausgestrahlten RTL-Fernsehsendung Der Bachelor. In der Schlusssendung entschied er sich für die zu diesem Zeitpunkt 25-jährige Sport- und Gesundheitsmanagerin Jennifer Lange aus Bremen. Im April 2019 war Mangold für DAZN bei zwei NBA-Partien als Experte tätig.
2020 war Mangold auf der Titelseite der April-Ausgabe der Zeitschrift Men’s Health abgebildet.
Im Sommer 2020 nahm Mangold gemeinsam mit Jennifer Lange an der RTL-Sendung Das Sommerhaus der Stars – Kampf der Promipaare teil. Das Paar trennte sich nach der Ausstrahlung. 2021 war Mangold Protagonist in der RTL-2-Serie Kampf der Realitystars.
Von 2022 bis 2025 war Mangold mit der Influencerin Annika Jung zusammen. 2025 folgte ein Liebes-Comeback.

## Fernsehauftritte
- 2016: Die Höhle der Löwen (VOX) (Teilnehmer)
- 2019: Der Bachelor (RTL) (Protagonist)
- 2020: Das Sommerhaus der Stars – Kampf der Promipaare (RTL) (Teilnehmer)
- 2021: Kampf der Realitystars – Schiffbruch am Traumstrand (RTL2) (Teilnehmer)
- 2023: Fame Fighting (Bild) (Gewinner)
- 2024: Exatlon Germany (SPORT1) (Teilnehmer)
- 2025: Promi Big Brother (Sat.1) (Teilnehmer)

## Karriere als Basketballer
Mangold begann beim Heesseler SV unter Leitung des Trainers Leslie Kaye Blanchard Basketball zu spielen. Nach mehreren Jahren wechselte er zum ehemaligen Erstligisten TK Hannover und wurde als Jugendspieler auch schon in der drittklassigen Regionalliga eingesetzt, in die die Herrenmannschaft mittlerweile abgerutscht war. 2005 wechselt er zum Oldenburger TB, dem Ursprungsverein des Erstligisten EWE Baskets Oldenburg, dessen Nicht-Profimannschaft ebenfalls in der Regionalliga spielte. Durch gute Leistungen empfahl er sich für die in der neu gegründeten ProB spielenden München Basket. Nach einer starken ProB-Saison für München Basket wurde er in die A2-Nationalmannschaft berufen und vom Lokalrivalen FC Bayern München, der nach der Regionalligameisterschaft die Pro B übersprungen und eine Lizenz für die ProA erworben hatte, für die Saison 2008/09 verpflichtet. Nach einer Verletzung in der Saisonvorbereitung und einem mäßigen Saisonstart der Bayern ging Mangold im Winter 2008 direkt zurück in die ProB zu München Basket, das mittlerweile unter dem Namen Telemotive München antrat, ohne ein Saisonspiel für Bayern München absolviert zu haben. Hier konnte er den sportlichen Abstieg des zweiten Münchener Vereins nicht verhindern und wurde zur Saison 2009/10 vom hannoverschen Verein UBC Tigers verpflichtet, die dem lokalen Rivalen TK Hannover den Rang abgelaufen hatten und mittlerweile in der ProA spielten. Beim UBC waren seine Leistungen mit denen aus der ProB vergleichbar, woraufhin Erstligist Artland Dragons Interesse zeigte und Mangold für die Erstliga-Saison 2010/11 unter Vertrag nahm. Bei den wiedererstarkten Quakenbrückern gelang Mangold der Durchbruch nicht, stattdessen erhielt er nur geringe Spielzeit und wurde sogar für zwei Spiele an den Kooperationspartner SC Rasta Vechta in die ProB ausgeliehen.
Bei den Telekom Baskets hatte er mit knapp 15 Minuten Einsatzzeit pro Spiel einen festen Platz in der Rotation von Trainer Michael Koch. Nach einem guten Auftakt in die Saison 2011/12 konnten die Telekom Baskets die Play-offs um die deutsche Meisterschaft nur knapp erreichen, wo man in der ersten Runde gegen den Titelverteidiger und Pokalsieger Brose Baskets Bamberg ausschied. Bereits kurz nach Saisonende verlängerte Mangold seinen Vertrag in Bonn um zwei Jahre bis zum Ende der Saison 2013/14. Auch 2012/13 kam Mangold bei den Bonnern meist von der Bank und erhielt im Schnitt rund 15 Minuten Spielzeit pro Partie. Beim Auswärtsspiel gegen die Walter Tigers Tübingen erlitt Mangold im März 2013 einen Riss des Syndesmosebandes und musste den Rest der Saison 2012/2013 verletzt von der Bank verfolgen.
Zur Saison 2014/15 verlängerte Mangold seinen Vertrag in Bonn bis ins Jahr 2016. Nach Ablauf der Saison 2015/16 entschlossen sich die Telekom Baskets Bonn zu einem Neuaufbau des Kaders und verlängerten den auslaufenden Vertrag mit Mangold nicht. Er wechselte daraufhin zum Ligakonkurrenten BG Göttingen, wo er einen Einjahresvertrag unterschrieb. Im August 2016 erlitt er während der Saisonvorbereitung im Training einen Riss des linken Kreuzbandes und bestritt im Spieljahr 2016/17 deshalb keinen Einsatz.
Im August 2017 wurde er vom Bundesligisten s.Oliver Würzburg unter Vertrag genommen. Nach dem Auslaufen seines Arbeitspapiers Mitte November 2017 kam es zur Trennung.
Im Sommer 2018 stand Mangold vor der ersten Auslandsstation seiner Laufbahn, als er ein Angebot des slowakischen Erstligisten MBK Handlová annahm. Im August 2018 gewann er mit einer Auswahl deutscher und US-amerikanischer Spieler unter Leitung von Trainer Ralph Junge ein mit 100 000 US-Dollar dotiertes internationales Einladungsturnier im chinesischen Shanghai. Der Wechsel in die Slowakei kam letztlich nicht zustande, Mangold sagte ab.
Im April 2019 unterschrieb er einen Vertrag beim Bundesligisten Skyliners Frankfurt. Durch eine Verletzung kam er allerdings nur einmal zum Einsatz, der Vertrag wurde nicht verlängert. Im September 2019 gab er das Ende seiner Profikarriere bekannt, spielte aber beim Regionalligisten RheinStars Köln im Amateurbereich weiter. Mit Köln wurde er in der Saison 2019/20, die aufgrund der Ausbreitung des Coronavirus SARS-CoV-2 Mitte März 2020 vorzeitig abgebrochen wurde, Meister der 1. Regionalliga West. Anschließend spielte er mit Köln in der 2. Bundesliga ProB. Im Oktober 2022 erlitt er einen Kreuzbandriss.